# 韦罗伦戈
韦罗伦戈（義大利語：Verolengo），是意大利都灵省的一个市镇。总面积29平方公里，人口4970人，人口密度171.4人/平方公里（2009年）。ISTAT代码为001293。